# 파워FM (라디오 프로그램)
《김영철의 파워FM》은 SBS 파워FM(전국, 수도권 기준 FM 107.7㎒)에서 매일 아침 7시부터 오전 9시까지 방송되는 아침 정보, 연예오락 전문 라디오 프로그램이다. 단, 이 프로그램은 모두 전국방송이다.

## 역사
1996년 11월 14일에 SBS 파워FM이 개국하면서 이숙영의 진행으로 방송을 시작하였으며, 2013년 10월 14일 가을 개편에 의해 이숙영이 SBS 러브FM으로 17년만에 이적하면서 박은지가 진행하였고, 2014년 5월 19일 봄 개편 이후부터는 프로젝트 그룹 클래지콰이의 멤버인 가수 호란이 진행하였다. 그러나 2016년 9월 29일, 가수 호란의 음주운전 사건으로 인해 박은경 아나운서가 대신 진행했으며, 2016년 10월 24일부터 방송인 김영철이 진행하고 있다. 2006년 11월 14일에 방송 10주년을 맞이했고, 2008년 11월 14일에 방송 12주년을 맞이했고, 2011년 11월 14일에 방송 15주년을 맞이했고, 2016년 11월 14일에 방송 20주년을 맞이했으나, 2026년 11월 14일에 방송 30주년을 맞이한다.

## 역대 DJ
- 이숙영 (여) : 1996년 11월 14일 ~ 2013년 10월 13일[1]
- 박은지 (여) : 2013년 10월 14일 ~ 2014년 5월 18일
- 호란 (여) : 2014년 5월 19일 ~ 2016년 9월 28일
  - (임시진행) 박은경 : 2016년 9월 29일 ~ 2016년 10월 23일
- 김영철 (남) : 2016년 10월 24일 ~ 현재
  - (임시진행) 2017년 3월 27일: 허경환
  - (임시진행) 2017년 9월 11일: 故 박지선
  - (임시진행) 2017년 9월 12일: 김환[2]
  - (임시진행) 2019년 8월 19일, 8월 21일, 8월 23일: 다비치
  - (임시진행) 2019년 8월 20일: 이수근
  - (임시진행) 2019년 8월 23일: 서장훈
  - (임시진행) 2019년 11월 29일: 허경환
  - (임시진행) 2020년 12월 28일, 12월 29일: 주시은
  - (임시진행) 2020년 12월 30일~2021년1월 3일:산들 (B1A4)
  - (임시진행) 2021년 1월 4일~1월 7일:윤시윤
  - (임시진행) 2021년 6월 23일~6월 27일:우영 (2PM)
  - (임시진행) 2021년 6월 28일:장근석
  - (임시진행) 2021년 6월 29일:유정 (브레이브걸스)
  - (임시진행) 2021년 6월 30일~7월 4일:김지석
  - (임시진행) 2021년 7월 5일~7월 11일:이이경
  - (임시진행) 2021년 7월 12일~7월 13일:옥주현
  - (임시진행) 2022년 3월 9일~3월 14일:주시은
  - (임시진행) 2023년 7월 19일:정상훈
  - (임시진행) 2023년 7월 20일:정성화
  - (임시진행) 2023년 12월 26일:신현준
  - (임시진행) 2023년 12월 27일:김호영
  - (임시진행) 2023년 12월 28일:이수근
  - (임시진행) 2025년 7월 11일:허경환[3]

## 코너
매일 코너
- 사연과 신청곡 (부제: In your letter)
- 영철이가 쏜다! 빵야빵야!!
- 무식탈출 영철쇼
- 영철본색
- 8시 N 뉴스 (기자 정상근)
- Cheer Up 쏭~
- 타일러의 진짜 미국식 영어 (타일러)

요일별 코너
- 월요일 : 나나랜드 (김하영, 이재황)
- 화요일 : 오.일.발.라.FLEX~ (곽재식)
- 수요일 : 직장인탐구생활 (배혜지)
- 목요일 : 빅데이터쇼 (스윗소로우)
- 금요일 : 그러면 안돼~ (권진영)
- 토요일 : 내 맘이야 넘버7
- 일요일 : 영화는 수다다, 김영철의 추억의 쟈키쇼~김추쟈쇼! (한희준,이젤)

## 수상 목록
- 2003년 SBS 연기대상 라디오부문 최우수상 (이숙영)

## 같이 보기
- 아침 정보
- 연예오락
- 이숙영의 러브FM (SBS 러브FM)
- 오수진의 행복을 여는 아침, 참 좋은 오늘 은빛수녀입니다 (cpbc FM)